# 陸洪濤
陸 洪濤（りく こうとう）は、清末民初の軍人。中華民国では北京政府安徽派に属したが、後に直隷派に転じた。字は仙槎。

## 事跡
天津北洋武備学堂を卒業。陝甘総督陶模に随従して新疆省から甘粛省に入り、同省で軍歴を重ねた。
1913年（民国2年）5月、涼州鎮総兵に就任する。1915年（民国4年）3月、隴東鎮守使に異動した。1921年（民国10年）5月、甘粛督軍蔡成勲が陸軍総長に就任したため、陸洪濤が護理甘粛督軍となる。
1922年（民国11年）、正式に甘粛督軍に昇進し、あわせて甘粛陸軍第1師師長に任命された。1924年（民国13年）3月、同省省長を兼任する。民国14年（1925年）1月、甘粛督弁に任命された。しかし同年8月、馮玉祥率いる国民軍が甘粛省入りし、陸は抗し切れずに下野した。以後、天津に寓居する。
1927年（民国16年）8月31日、死去。享年62。

### 逸話
民国時代のジャーナリスト范長江は、1930年代半ばに執筆したルポルタージュの中で、陸洪濤が大峡近辺の拝湾で石堤を建築して黄河を塞ぎ、少なからぬ農地を救い出した、と紹介した上で、以下のように述べている。
「陸氏の甘粛における功罪は、甘粛人自身もっともよく知っている。だが、この拝湾に土堤を築いたという一点についていえば、彼は確かに摩滅すべからざる事業をやったのだ。いったい一部の人々は彼の一般行跡をもって軍閥の所為だとみているものが多いが、公平にいって、国計民生上において『肯えて実事をなす』ところの『軍閥』は、実行の伴わぬ無駄口ばかり叩いている人々よりも結局ずっとまさっていることを、中国二十五年来の痛苦の経験が中国民衆に教えた。」（松枝茂夫訳『中国の西北角』197頁より）